# Cartoon Network (Italia)
Cartoon Network es un canal de televisión por suscripción italiano, versión local del canal de televisión original estadounidense original. Transmite principalmente series animadas. Es propiedad de Warner Bros. Discovery Italia, filial de Warner Bros. Discovery. El canal se lanzó originalmente como parte de la retroalimentación paneuropea más grande en septiembre de 1993, y se lanzó como señal autónoma el 31 de julio de 1997.

## Historia
El canal apareció por primera vez en 1996 en la plataforma de satélite digital TELE+ y Stream TV en inglés, pero fue a principios de 1998 cuando el canal comenzó a transmitir en italiano. Está disponible en la plataforma Sky Italia desde 2003 y desde finales de 2008 estuvo disponible también en la plataforma Mediaset Premium; sin embargo, dejó de emitirse en junio de 2018. Ahora solo está disponible en Sky Italia . 
Cartoon Network Italia también tiene una señal de alta definición y se fue renombrada parcialmente utilizando gráficos del paquete de cambio de marca de Cartoon Network USA el 28 de noviembre de 2016.
Cartoon Network también posee una señal Timeshift +1, lanzada en 2003, que ofrece la programación una hora más tarde.

## Logotipos

Primer logotipo de Cartoon Network logo utilizado del 31 de julio de 1996 al 11 de septiembre de 2006
Segundo logotipo de Cartoon Network utilizado del 11 de septiembre de 2006 al 29 de noviembre de 2010
Logotipo actual de Cartoon Network utilizado del 29 de noviembre de 2010 al presente